# Društvo Potpora
Društvo „Potpora” bilo je izrazito kulturno-humanitarno društvo osnovano pred kraj 19. veka od strane  beogradskog i srpskog jevrejskog stanovništva, sa ciljem da...približi učaurenu beogradsku jevrejsku zajednlcu modenoj nauci i kulturi.

## Preduslovi
S kraja 19. veka beogradski Jevreji koji su uglavnom stanovali koncentrisani u dve ili tri ulice u mahali Jalija (mahali dorćolskih Jevreja), živeli su pretežno patrijarhalnim životom, vaspitavani u trgovačkom duhu,  neprestano posvećeni interesu i brizi samo za najbllže. U tom razdoblju njihov celokupan socijalni i duhovni interes bili su pretežno podređen  strogom porodičnom životu, punom stereotipa koji su se svodili na zapošljavanje dece po trgovačkim dućanima, odakle su od najranije mladosti donosili nekakav prihod svojim porodicama.
Nezadovoljna ovakvim stanjem među svojim sunarodnicima, s kraja 19. veka manja grupa mlađih Jevreja, budućih beogradskih intelektualaca usprotivila se stereotipnom ponašanju beogradskih Jevreja idejom o emancipacije Jevrejskog podmlatka i težnjom za stvaranje...Jevrejskog intelektualnog kadra koji bi se paralelno duhovno razvijao sa svojom „sabraćom”  Srbima i time približio učaurenu beogradsku jevrejsku zajednlcu modemoj nauci i kulturi.
Kako su s kraja 19. veka upravu beogradske jevrejske opštine vodili dr Davld AlkalaJ, doktor prava, Solomon Azriel i dr Jakob Čelebonović, viđeniji Jevreji i intelektualci i oni su shvatili da je u Beogradu neophodno osnovati jedno  „građanskog društva”  sa zadatkom da potpomaže mlade Jevreje na studijama visokih nauka, i u izučavanju zanata i drugih veština.

### Neposredni povod za osnivanje društva
Neposredni povod da se osnuje „Društvo za potpomaganje radi izučavanja zanata, veština i viših akademskih nauka ovde i na strani”, bila je molba za novčanu pomoć podneta Upravi beogradske Jevrejske opštine 1897. godine od strane Isak Alkalaja (tada učenik šestog razreda gimnazije, a potom vrhovnog rabin u Kraljevini Jugoslaviji).

### Osnivanje društva
Društvo je zvanično osnovano 23. septembra 1897. godine, od strane osnivača, među kojima su bili: 
- dr David Alkalaj,
- Solomon Azriel,
- dr Jakob Čelebonović,
- Bencion Buli,
- Benko Davičo i dr.

Iako je za prvog predsednika Društva izabran  Solomon Azriel, ubrzo na čelo društva je došao Bencion Buli, bankar i jedan od najbogatijih članova beogradske Jevrejske zajednice u Beogradu.
Osnivači Pogleda, vrlo brzo su se izdigli iznad sopstvene sredine, primajući na sebe zadatak i brigu da stvore realne uslove za nesmetano školovanje nedovoljno materijalno i novčano obezbeđenih članova beogradske jevrejske zajednice. 
Zahvaljujući ovim aktivnostima prva grupa pitomaca (poput ličnosti kao što su: dr Leon Koen, dr Bukić Pljade, dr Menahem Ruso, dr Bukus Alkalaj, dr Rafailo Margulis, dr David Albala, dr Isak Eškenazi), koji su dobili novčanu podršku društva, u periodu između dva svetska rata, odigraće značajnu ulogu u životu jevrejske zajednlce u Beogradu.

## Ostale aktivnosti Društva
U posleratnim godinama nakon Velikog rata, nakon što je tih godina na njeno čelo došao dr Bukić Pijade (njen nekadašnji pitomac), „Potpora” održava i pojačava svoju delatnost. 
Zaštita ratne siročadi
Na prvoj posleratnoj skupštinl održanoj 5. decembra 1920. godine, dr Bukić Pijade promoviše i novi zadatak „Potpore” - zaštita ratne siročadi. Na inicijativu „Potpore” 98 ratne siročadi uz pomoć Jevrejskog ženskog društva koje je formiralo  „odbor kumica”  za brigu o ratnoj siročadi, u prvih deset posleratnlh godlna prikupljena je i podeljena pomoć za ratnu siročad u vrednosti od ргеко 300.000  dinara.
Učešče u javnom životu
Uz pomenute aktivnosti, „Potpora” Je usmeravala pažnju i na razvoj celokupnog jevrejskog društva. Društvo i njegovi članovi uvode novlne u javnom životu beogradskih Jevreja.
Organizuju vellke zabave, elitne po poseti 1 umetničkom nivou na kojima prikupljaju priloge za materijalnu pomoć svojim štićeniclma.
U međuratnom periodu ״Potpora“ nastavlja sa potpomaganjem velikog broja pitomaca
na studijama van zemlje. Mesečna pomoć se kretala u iznosu od 200 do 600 dinara.
Rad na kulturnom povezivanju i jačanju jevrejske zajednice
Društvo „Potpora”  je neprestano radila  i na kulturnom povezivanju i jačanju jevrejske zajednice u Kraljevini Jugoslaviji.
Izdavaštvo
Zahvaljujući saradnji sa sarajevskom La Benevolensiom, društvo „Potpora”  pokrenulo je i štampanje zajedničkog izdanja pod nazivom „Godišnjak”.

## Prihodi i rezultati
„Potpora”  je za svoje aktivnosti prihode obezbeđivala od:
- članarine,
- prihoda sa zabava,
- prihoda sa sabirnlh akcija,
- lutrija sa društvenih večeri,
- upisivanja članova dobrotvora (prilog od 1.000 dinara) i utemeljivača (prilog od 500 dinara).

Prema podacima iz jevrejskog Godišnjak 5694.za 1933. godinu, saznajemo sledeće podatke o poslovanju Društva...od posle rata (1919. godine) pa do danas (1933. godina) „Potpora”  je imala 99 pitomaca i to 90 na naukama i 9 na zanatima... Na pitomce Je naše društvo od 1920. do 1933. godine izdalo 658 628 dlnara, a za ratnu siročad 329.583 dinara. Celokupan prihod bio je za to vreme 1.426.129 dinara i desetak akcija Privredne Narodne Banke.

## Napomene
1. ↑  Jalija, što je značilo priobalje ili zemljište pored reka. Jalija je deo starog Dorćola za vreme turske vladavine Beogradom, a zahvatala je prostor od Malog Kalemegdana, Stare električne centrale sa jedne strane i od Ulice cara Dušana do dunavske obale sa druge strane.